# Virgem Benois
Virgem Benois ou Madona Benois é um quadro de Leonardo da Vinci, pintado entre 1475 e 1478. Possui 49,5 centímetros de altura e 31,5 de largura e está no Museu Ermitage de São Petersburgo, Rússia.